# ديوك واشنطن
ديوك واشنطن (بالإنجليزية: Duke Washington)‏ هو لاعب كرة قدم أمريكية أمريكي، ولد في 3 أكتوبر 1933 في فورست في الولايات المتحدة، وتوفي في 16 فبراير 2017 بسبب ذات الرئة.